# Старі Турдаки
Старі Турда́ки (рос. Старые Турдаки, ерз. Ташто Мурза) — село у складі Кочкуровського району Мордовії, Росія. Входить до складу Семілейського сільського поселення.

## Географія
Село розташоване на річці Кузим (Кузимлей) за 20 кілометрах від райцентру на кордоні з Лунінським районом Пензенської області.
За кілометр від села проходить Куйбишевська залізниця.

## Населення
Населення — 545 осіб (2010; 645 у 2002).
Національний склад (станом на 2002 рік):
- ерзяни — 50 %
- мордва — 31 %

## Відомі люди
Тут народився Герой Радянського Союзу — Полежайкін Сергій Іванович.